# Secretum (Petrarka)
- Za zgodovinsko-kriminalno poučni roman zakoncev Monaldi & Sorti glej: Secretum

Secretum (De secreto conflictu curarum mearum, prevajamo iz latinščine kot Skrivnost ali Moja skrivnostna knjiga, Moj skrivnostni dnevnik) je trilogija dialogov v latinščini, ki jo je Petrarka napisal nekje od 1347 do 1353, v kateri svojo vero preučuje s pomočjo svetega Avguština in "v prisotnosti gospe Resnice".  Secretum  je izšel šele nekaj časa po Petrarkini smrti in je bil verjetno namenjen samopreizkusu kot delu, ki ga bodo drugi nekoč objavili in prebrali; za življenja pa je bil neznan celo njegovim prijateljem, razen najzaupnejšim - med katere je štel tudi Boccaccia.

## Namen
"Secretum" lahko razumemo kot Petrarkov poskus, da uskladi svoj renesančni humanizem in občudovanje klasičnega sveta s svojo krščansko vero. Še posebej pomembno je njegovo zavračanje ljubezni do časnih stvari ne zato, ker bi bila grešna (znano je namreč, da je ljubil svojega dekleta s platonsko, tj. idealno in duhovno ljubeznijo), temveč zato, ker mu preprečuje, da bi spoznal večno stvarnost. S svojega stališča bolj občuduje antično filozofijo kot sodobno krščansko teologijo. Klasični pisci so tukaj tudi viri avtoritete, ki podpira krščanstvo, in "Secretum" jih pogosteje citira kot sveto pismo.
Tu gre pravzaprav za pesnikov oziroma pisateljev najbolj osebni pogovor samega sebe s svojo vestjo. 

## Potek
Pogovor začne Avguštin, ki Petrarka graja zaradi neupoštevanja lastne smrtnosti in pomanjkljive vere v njegove usode v posmrtnem življenju, ker se ni popolnoma posvetil Bogu. Petrarka priznava, da je pomanjkljiva pobožnosti vir njegove nesreče. On sam to pripisuje  lenobi (latinsko pigritia; italijansko accidia); vendar vztraja pri mnenju, da je ne more premagati. 
Dialog se nato preusmeri na vprašanje o navideznem pomanjkanju svobodne volje pri Petrarku in Avguštin mu razloži, da sta prav njegova ljubezen do časnih stvari (natančneje do prelepe Lavre) in iskanje posvetne slave skozi poezijo glavna vzroka, ki "njegovo voljo vežeta v diamantne verige". 
Petrarkino vrnitev k praktičnem življenju po katoliški veri v njegovem poznejšem življenju so deloma navdihovale Avguštinove Izpovedi (Confessiones). Tako Petrarka v "Secretum"-u posnema Avguštinov slog samoizpraševanja in ostre samokritičnosti. Misli, izražene v dialogih, so v glavnem povzete po Avguštinu, zlasti o pomenu svobodne volje pri doseganju vere. Drugi pomembni vplivi so Ciceron in drugi predkrščanski misleci. 

## Osebe
- Petrarka
- Sveti Avguštin – eden od štirih največjih zahodnih cerkvenih učiteljev
- Veritas (=Resnica), ki pa ves čas ne spregovori nobene besede.
- Ciceron  in drugi predkrščanski misleci.

## Navedena dela in njihovi avtorji
| - Sv. Avguštin - Izpovedi (Confessiones) - Cicero - Academica - De amicitia - De finibus bonorum et malorum - De Senectute - Epistulae ad Atticum - Pro Marcello - Tusculanae Disputationes - Horacij - Epistulae - Ode - Juvenal - Satires - Makrobij - Saturnalia - Ovidij - Amores - Epistulae ex Ponto - Metamorphoses - Remedia Amoris | - Petrarka - Africa - Epistulae - Psalmi Penitentiales - Seneka Starejši - Declamationes - Seneka Mlajši - De Beneficiis - De Tranquillitate Animi - Epistulae - Naturales quaestiones - Svetonij - Dvanajst cesarjev - Terencij - Andria - Eunuchus - Phormio - Vergilij - Eneida (=Aeneis) (26-krat) - Ekloge - Georgika - Sveto pismo - Knjiga modrosti - Psalm 84 - Drugo pismo Korinčanom |